# سنگ‌نگاره پیشکش‌آوران تخت جمشید
سنگ‌نگاره پیشکش‌آوران تخت جمشید طرح سنگ نگاره‌ای است که در قسمت‌های مختلف کاخ‌های هخامنشیان در تخت جمشید دیده می‌شود. این طرح، پیشکش‌آورانی را نمایش می‌دهد که هر کدام با حمل یک تحفه از پلکانی بالا می‌روند. از این طرح در کاخ هدیش (کاخ اختصاصی خشایارشا شاه) و کاخ تچر (کاخ اختصاصی داریوش بزرگ) استفاده شده‌است. یکی از ویژگی‌های منحصربه‌فرد سنگ تراشی و معماری هخامنشیان، تخته سنگ‌های تراشیده و حکاکی شده‌ای است که در دیواره پله-گذرهایی که به سمت تالارها و کاخ‌های جشن و مراسم منتهی می‌شوند، قرار دارند.
این دیواره‌های تراشیده شدهٔ در جوار پلکان‌ها، عموماً تصاویر یک در میان مرد پارسی و مادی را نشان می‌دهد که با حمل خوراکی‌های مختلف نظیر بره، مشک نوشیدنی، ظروف غذا و غیره به سمت مهمانی‌های شاهنشاهی  پیش می‌روند.

## بدنه پلکان آپادانا

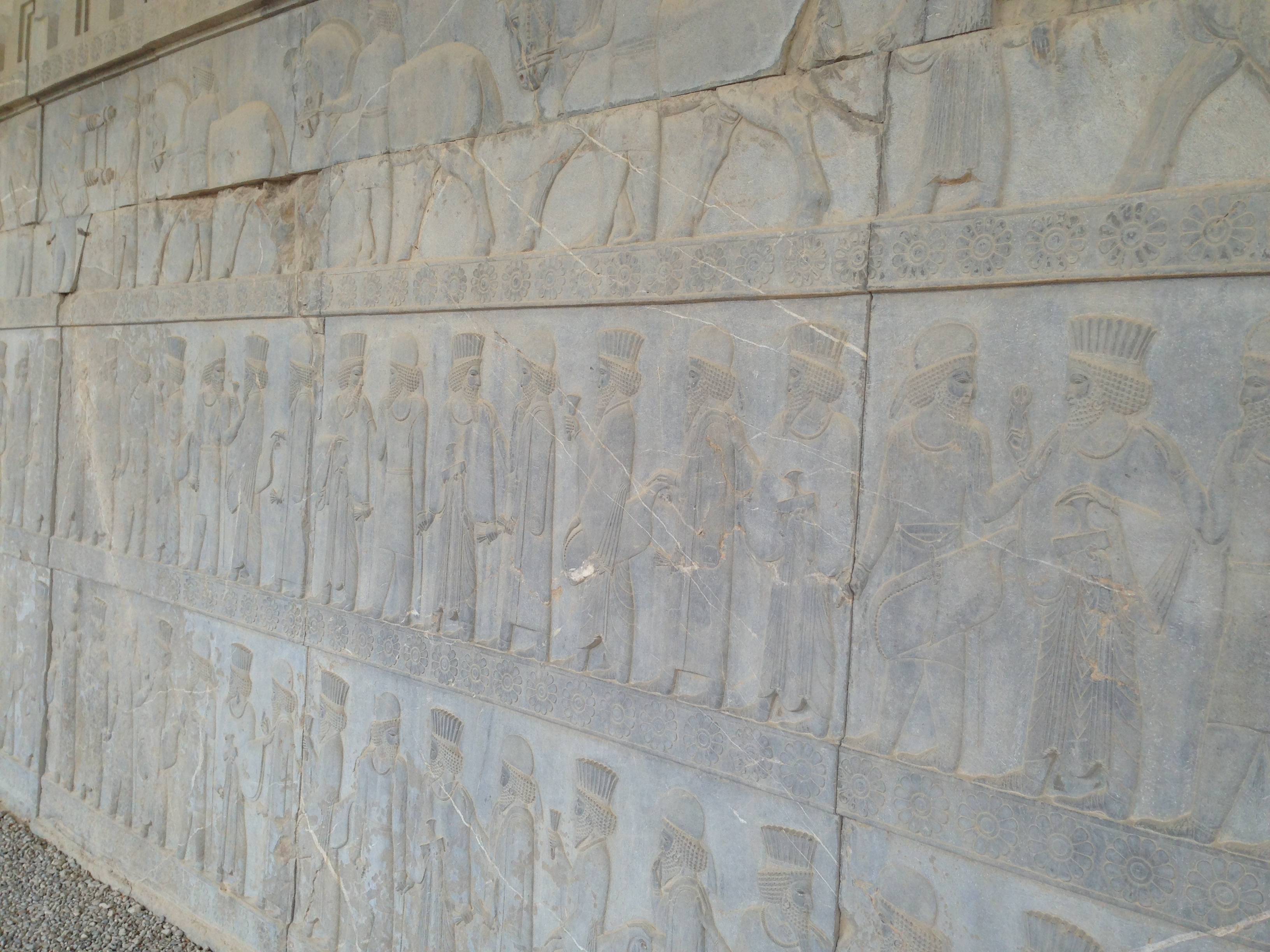
نمونه‌ای از نقش‌برجسته‌های دیوار پله کاخ آپادانا

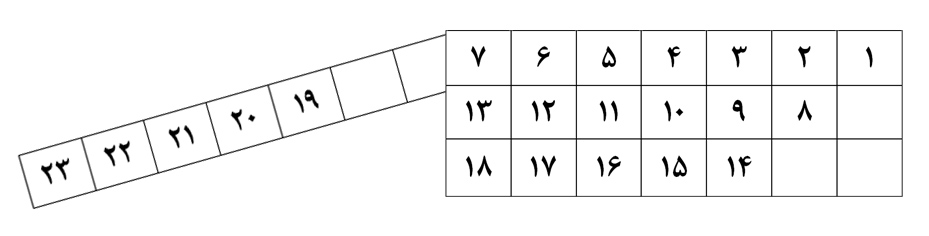
۱- مادی‌ها ۲- ایلامی‌ها ۳- پارت‌ها ۴- سغدی‌ها ۵- مصری‌ها ۶- باختری‌ها ۷- اهالی سیستان ۸- اهالی ارمنستان ۹- بابلی‌ها ۱۰- اهالی کلیکیه ۱۱- سکاهای کلاه‌تیزخود ۱۲- ایونی‌ها ۱۳- اهالی سمرقند ۱۴- فنیقی‌ها ۱۵- اهالی کاپادوکیه ۱۶- اهالی لیدی ۱۷- اراخوزی‌ها ۱۸- هندی‌ها ۱۹- اهالی مقدونیه ۲۰- اعراب ۲۱- آشوری‌ها ۲۲- لیبی‌ها ۲۳- اهالی حبشه

سنگ‌نگارهٔ هدایای نمایندگان ۲۳ کشور در بدنه پلکان آپادانا از سمت راست به شرح زیر است:
ردیف بالا
۱- نه تن نماینده مادی: هدیه آن‌ها گلدان و دستبند و ...
۲-شش تن نماینده خوزی: هدیه آن‌ها کمان، دشنه، شیر
۳-چهار تن نماینده هراتی: هدیه آن‌ها شتر دوکوهان، پوست شیر
۴-چهار تن نماینده رخج (هیرمند، افغانستان، قندهار): هدیه آن‌ها ظروف، شتر
۵-شش تن نماینده اهالی مصری: هدیه آن‌ها پارچه، گاو
۶- چهار تن نماینده اهالی پارتی: هدیه آن‌ها کاسه، جام، شتر دوکوهان
۷- پنج تن نماینده اهالی اسگارتا (جنوب پارت و شمال سیستان): هدیه آن‌ها لباس، اسب
ردیف وسط
۸- سه تن نماینده اهالی ارمنی: هدیه آن‌ها اسب، ظروف
۹- شش تن نماینده بابلی: هدیه آن‌ها پارچه، گاو کوهان‌دار
۱۰- هفت تن نماینده کیلیکه (آسیای صغیر): هدیه آن‌ها ظروف و قوچ
۱۱- شش تن نماینده سکائی: هدیه آن‌ها اسب و دستنبد و پارچه
۱۲-یونانی‌ها
۱۳-سمرقندی‌ها
ردیف پائین
۱۴- شش تن نماینده فینیقیه: هدیه آن‌ها جام، پیاله، دستنبد زرین، ارابه
۱۵- پنج تن نماینده کاپادوکیه: هدیه آن‌ها اسب قوی پیکر و لباس
۱۶- هشت تن نماینده یونانیان اناتولی : هدیه آن‌ها پیاله‌های زرین و پارچه
۱۷- چهار تن نماینده بلخ: هدیه آن‌ها کاسه‌های زرین، شتر دوکوهان
۱۸- پنج تن نماینده  هندی: هدیه آن‌ها قاطر، نیزه
نمایندگان بر بدنهٔ شیب پلکان که به طرف بالا می‌رود
۱۹- چهار تن نماینده تِرآکیا و مقدونیه: هدیه آن‌ها سپر، نیزه، اسب
۲۰- سه تن نماینده اعراب‌های بادیه‌نشین حجاز و جنوب بین‌النهرین: هدیهٔ آن‌ها پارچه، خنجر، شتر یک‌کوهان
۲۱- چهار تن نماینده زرنگ‌ها (سرزمین سیستان): هدیه آن‌ها نیزه، سپر، گاو
۲۲- سه تن نماینده لیبی‌ها: هدیه آن‌ها نیزه، بز شاخ‌دار، ارابه
۲۳- سه تن نماینده حبشی‌ها (اتیوپی) : هدیه آن‌ها عاج و حیوانی شبیه به زرافه

### فهرست هدایا
| شماره | ملیت      | هدیه                           | نگاره | شماره | ملیت                 | هدیه                        | نگاره |
| ----- | --------- | ------------------------------ | ----- | ----- | -------------------- | --------------------------- | ----- |
| ۱     | مادها     | صنایع دستی                     |       | ۱۳    | پارت‌ها               | پارچه، اسب                  |       |
| ۲     | ایلامی‌ها  | شیر ماده و دو توله‌اش           |       | ۱۴    | گنداره‌ای‌ها           | ظروف، گاو                   |       |
| ۳     | ارمنی‌ها   | اسب، شراب                      |       | ۱۵    | باختریش              | شتر دو کوهان، لبنیات        |       |
| ۴     | فنیقی‌ها   | جام، پیاله، دستنبد زرین، ارابه |       | ۱۶    | اسگارتایی‌ها          | اسب، لباس                   |       |
| ۵     | بابلی‌ها   | گاو کوهان‌دار، پارچه‌های زینتی   |       | ۱۷    | سغدی‌ها               | گوسفند، شراب، پارچه         |       |
| ۶     | لیدیه‌ای‌ها | ظرف‌های زرین، ارابه و اسب       |       | ۱۸    | هندی‌ها               | قاطر، عطر، نیزه زرین، ادویه |       |
| ۷     | رخجی‌ها    | ظروف، گوزن                     |       | ۱۹    | تراکیان و مقدونیان   | سپر، نیزه، شمشیر            |       |
| ۸     | آشوری‌ها   | قوچ، جواهرات، پارچه            |       | ۲۰    | عرب‌ها                | شتر، خنجر، پارچه            |       |
| ۹     | کاپادوکیه | اسب، لباس                      |       | ۲۱    | زرنگ                 | گاومیش، قالی                |       |
| ۱۰    | مصری‌ها    | گاو، پارچه، مروارید            |       | ۲۲    | لیبی‌ها               | بز، ارابه، نیزه             |       |
| ۱۱    | سکاها     | زیورآلات، اسب، کمان            |       | ۲۳    | حبشی‌ها (اتیوپیایی‌ها) | شمشیر، عاج فیل، زرافه       |       |
| ۱۲    | ایونیان   | پارچه، ظروف سیمین، کلاف، پشم   |       |       |                      |                             |       |

## سنگ نگاره موزهٔ موزه متروپولیتن نیویورک
یکی از این سنگ‌نگاره‌های حجاری شده که در موزه متروپولیتن نیویورک نگهداری می‌شود، یک مرد پارسی را نشان می‌دهد که در حال حمل مشک آب یا شراب به وسیله یک سینی است. مرد سمت راست که در پله بالاتر قرار دارد، مرد مسلح اهل ماد را نشان می‌دهد که در حال حمل ظرفی درپوش دار است.

## رفتار هخامنشیان بر اساس سنگ‌نگاره‌ها
در سنگ‌نگاره‌های تخت‌جمشید هیچ‌کس را نمی‌توان در حالت خضوع یا سرافکنده دید و نمایندگان ملل نه به عنوان شکست خوردگان یا برده بلکه همه به‌طور یکسان عضو جامعه بزرگ جهانی هستند و همه ملل از مادها تا هندی‌ها، تونسی‌ها، آفریقایی‌ها و یونانیان همه به صورت شخصیت مستقل و متکی به خود نقش شده‌اند.
در سنگ نگارهای تخت‌جمشید فاصله هر ملت به وسیله یک درخت سرو، که درخت مقدس است، جدا شده‌است. درجه‌بندی نمایندگان ملل بر پایه فرهنگ و سابقه یا دوری و نزدیکی آنهاست مانند مادها، ایلامی‌ها، خوزی‌ها، بابلی‌ها، آشوریان.
راهنمای ملل، پارسی و مادی یا ایلامی است که دست در دست ملل دیگر جهت راهنمایی مهمانان مشخص شده‌است و مردم همه ملل آزاد بودند تا از لباس، فرهنگ و زبان خود استفاده نمایند در صف نمایندگان و در کل تخت جمشید هیچ‌کس سوار بر اسب نیست، هیچ‌گونه سعی در برتر نشان دادن یا تفاخر پارسی‌ها نسبت به ملل دیگر را نمی‌توان دید.
نمایندگان ملل دستهایشان را به نشانه دوستی به طرف همدیگر دراز کرده‌اند. داشتن عصا نشان از مقام و درجه عالی‌است، کلاه شیاردار بلند نشانه مقام ارتشی و کلاه بلند ساده نشانه از بزرگی و کلاه استوانه کوتاه نشانه از کارمند درباری و گارد سلطنتی و خدمتگزاران است.

## نگارخانه

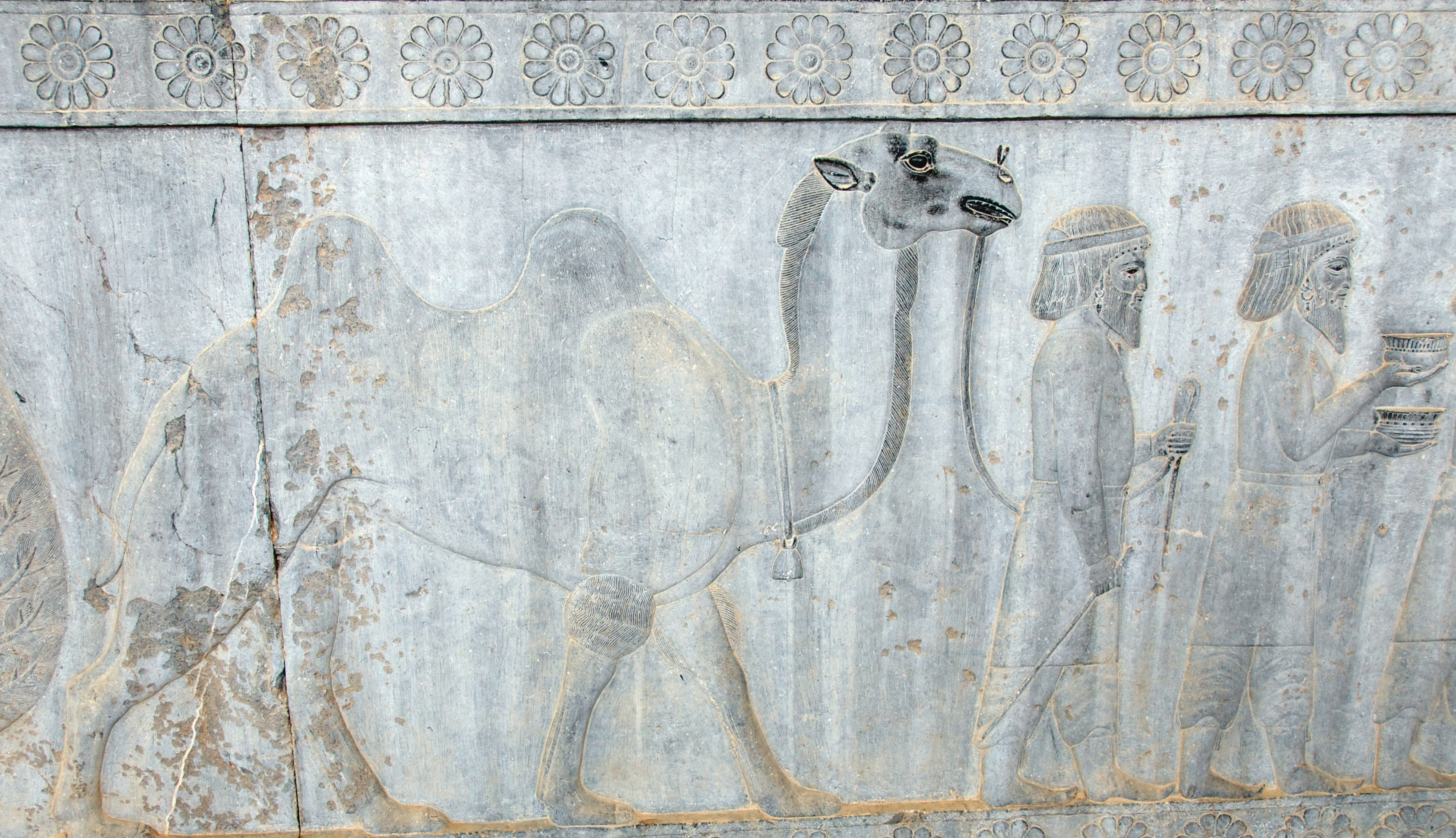
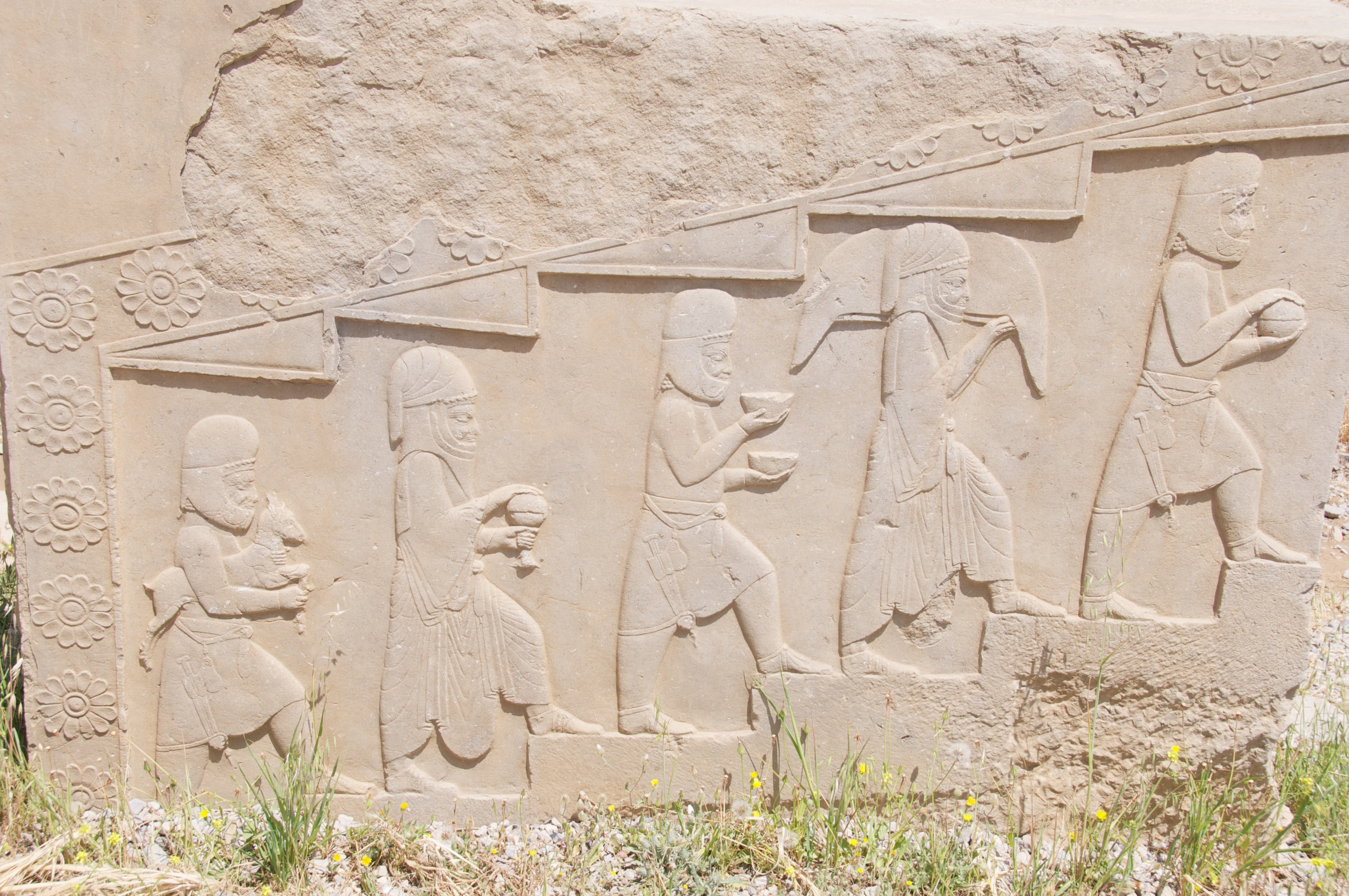
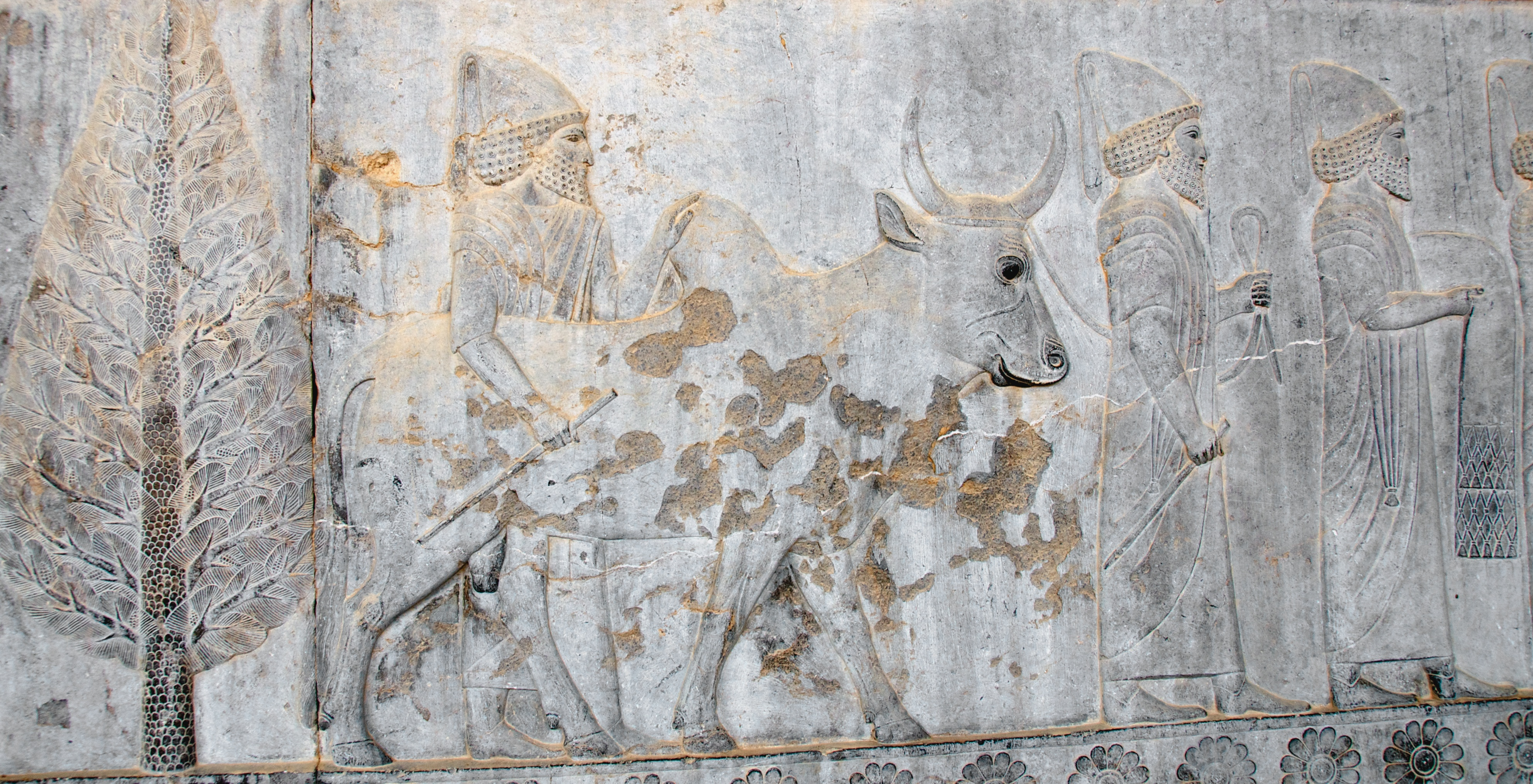
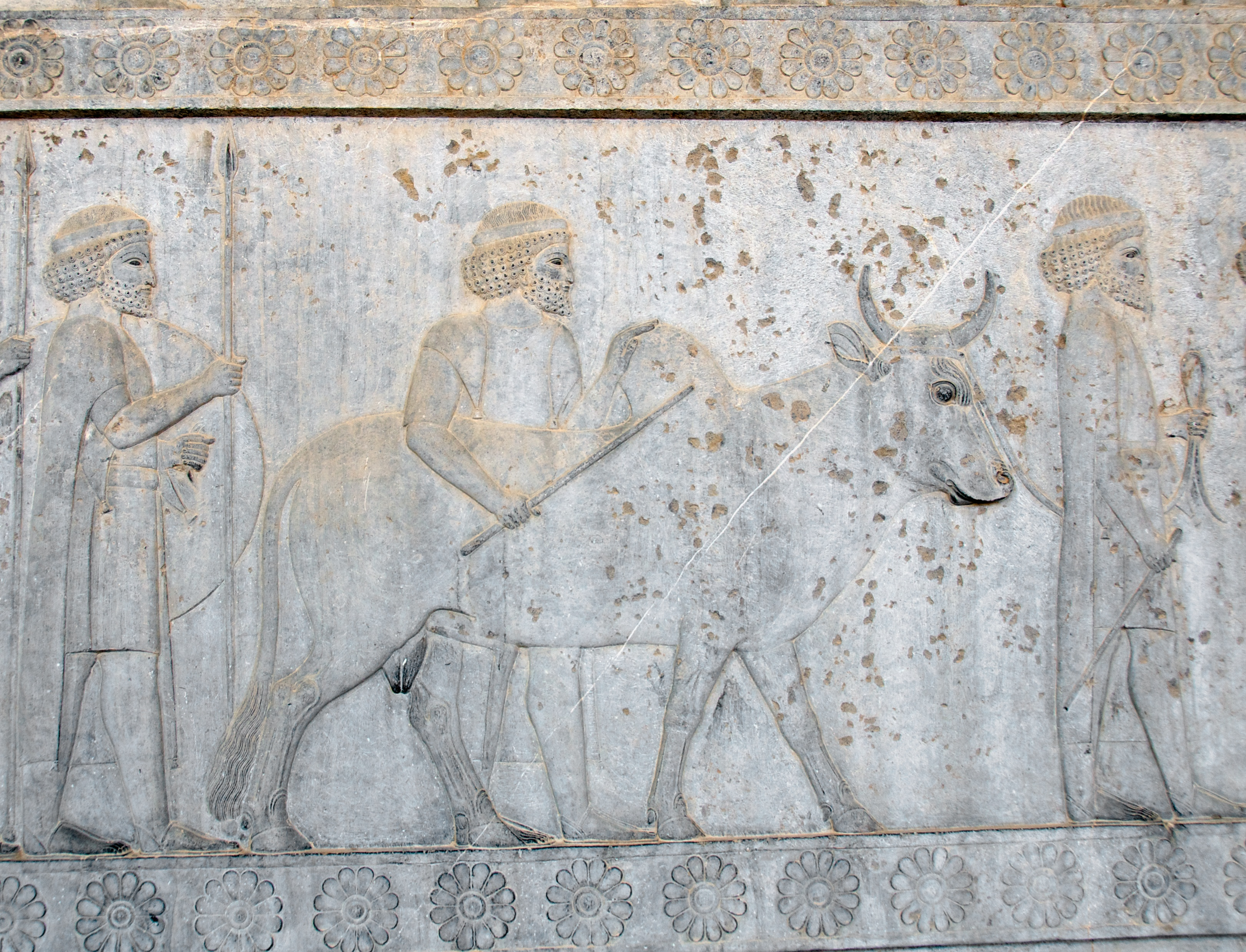
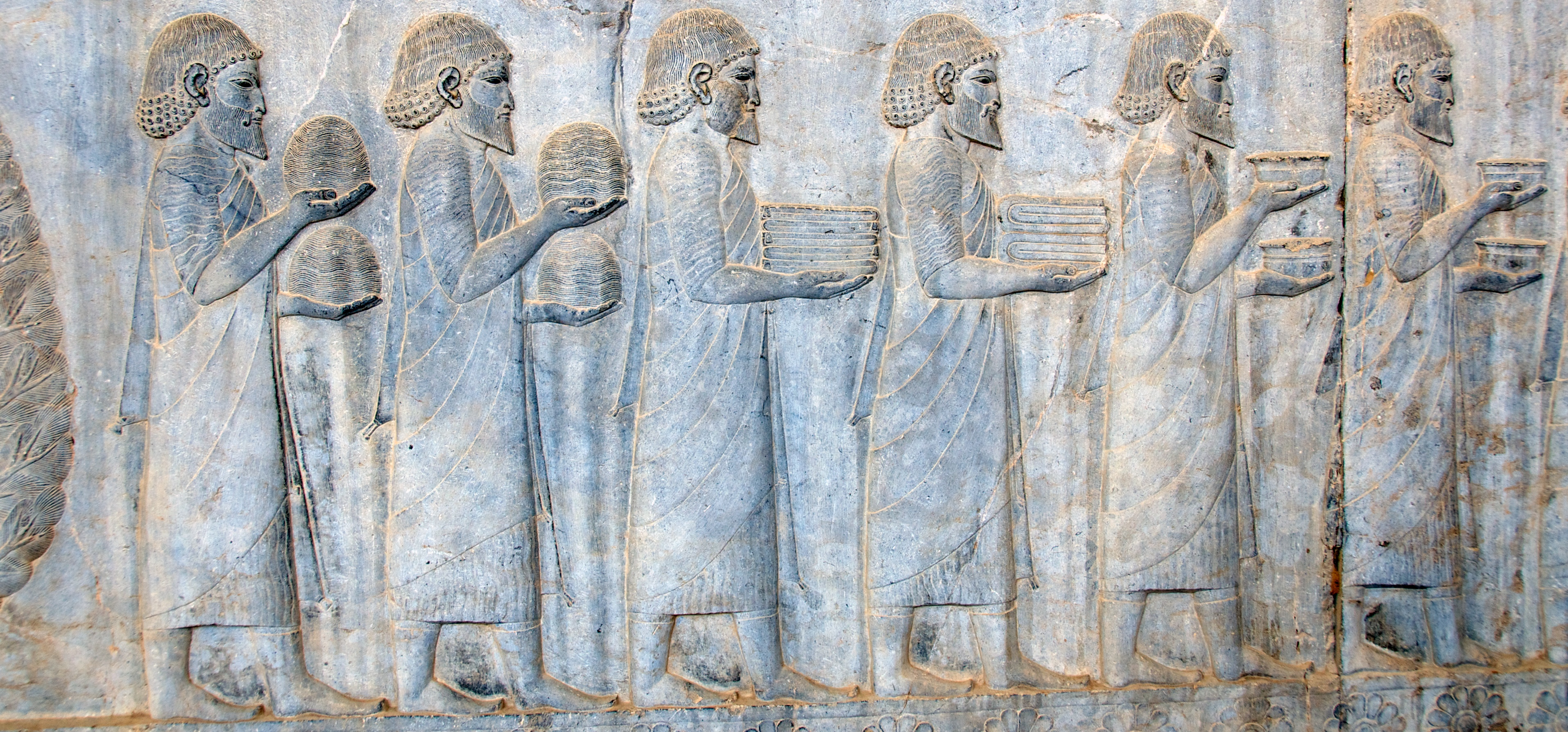
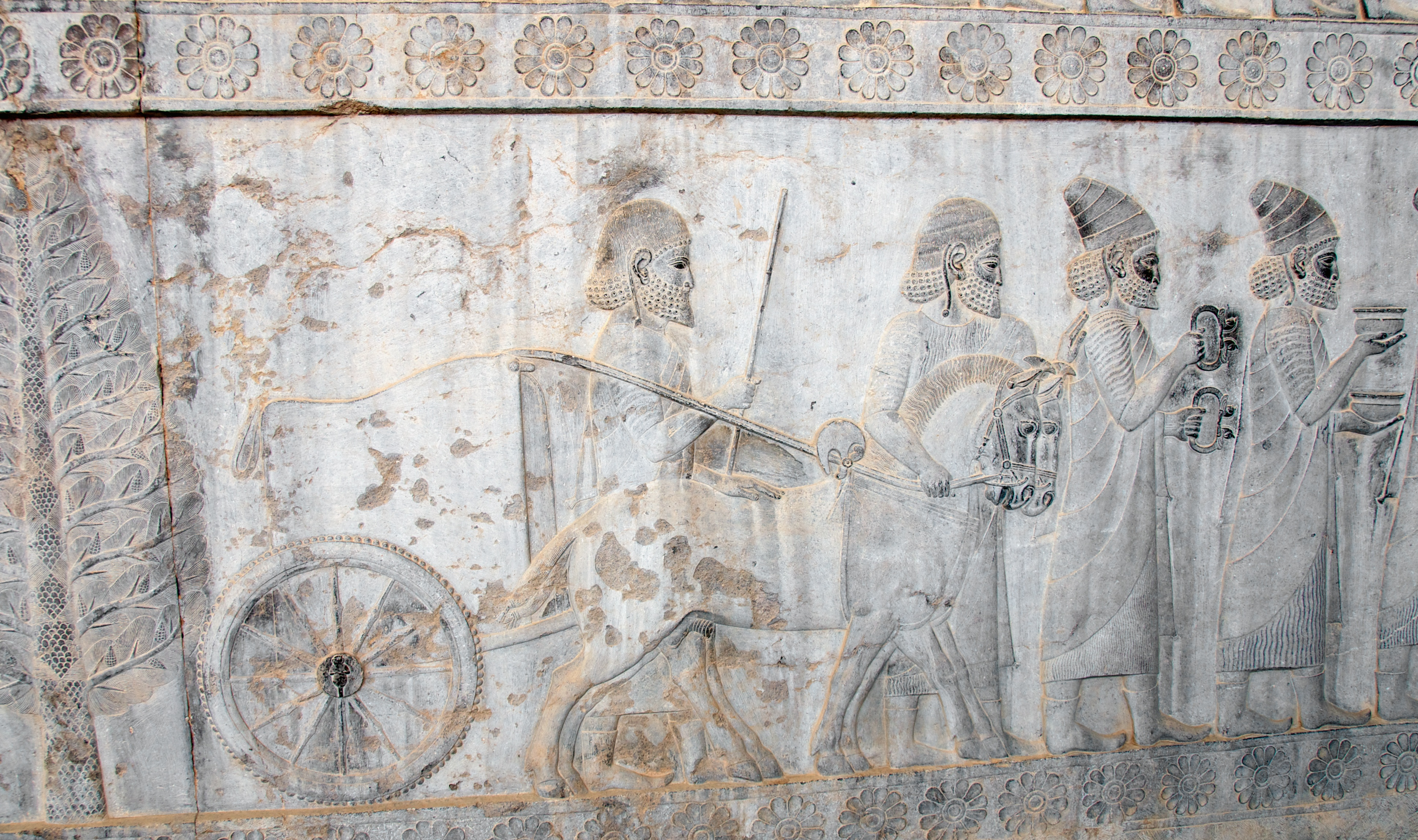